# タイワンモクゲンジ

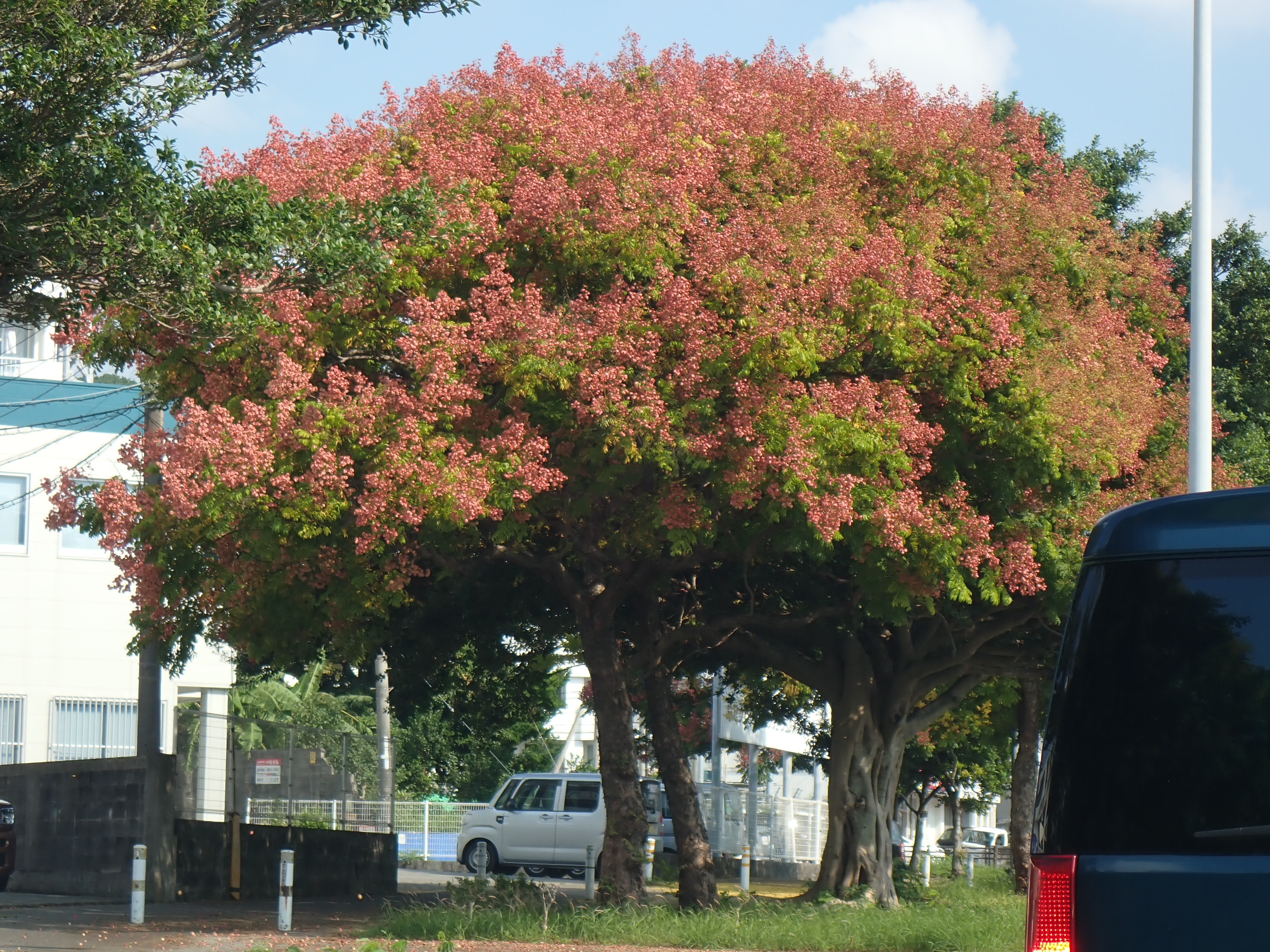
タイワンモクゲンジ植栽木（2024年10月 沖縄県那覇市）

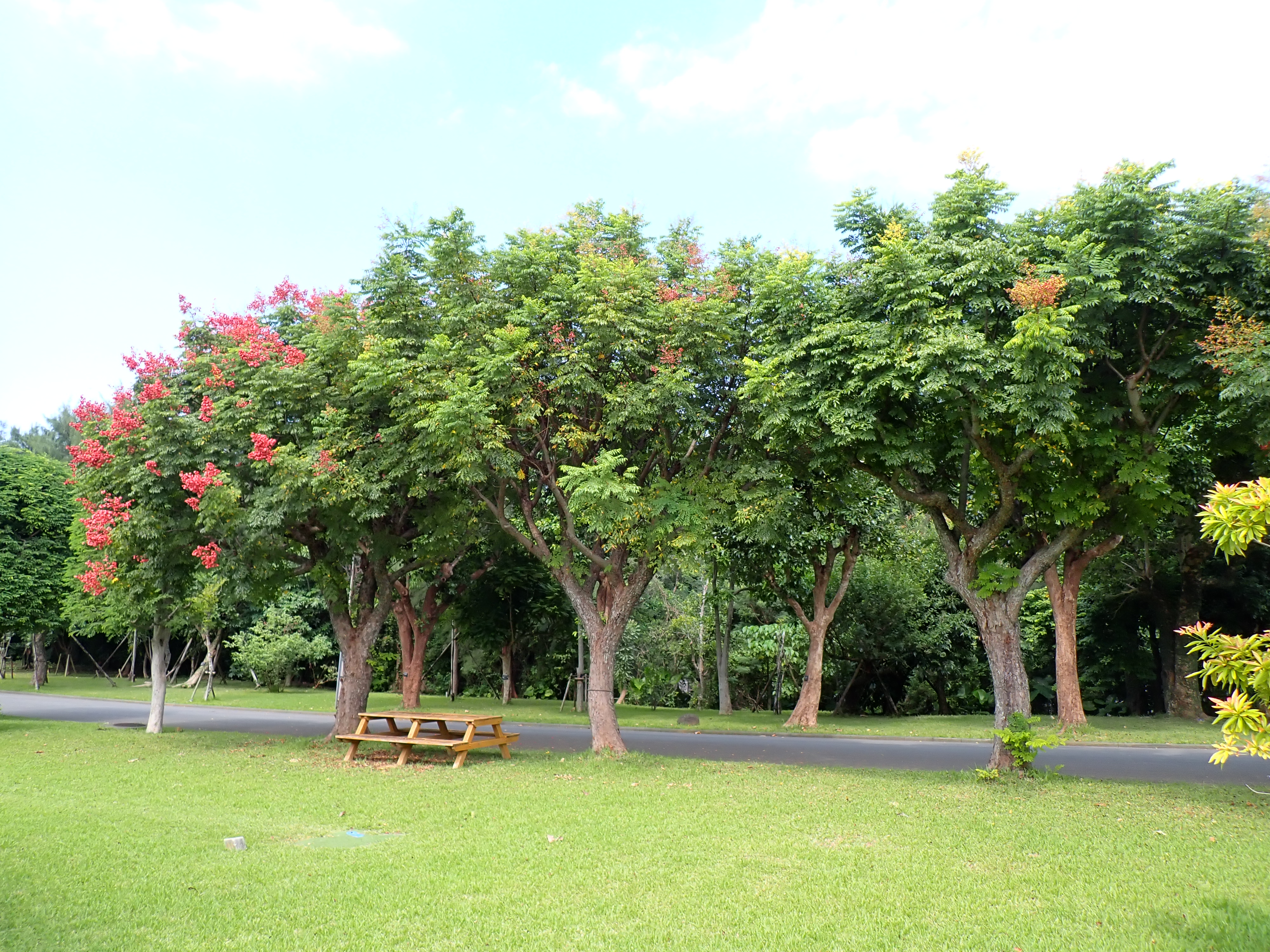
タイワンモクゲンジ並木（2024年10月 沖縄県本部町 熱帯・亜熱帯都市緑化植物園）

タイワンモクゲンジ（別名タイワンセンダンボダイジュ、学名：Koelreuteria henryi）はムクロジ科モクゲンジ属の落葉高木。

## 特徴
高さ5–15 m。樹皮は縦に裂けて剥がれる。2回偶数羽状複葉は羽片3–5対、はセンダンに似て、互生する。頂羽片や頂小葉は普通無いが、ときに奇数羽状複葉になることもある。小葉は長卵形で長さ5–8 cm、葉縁に粗い鋸歯がある。9–10月に枝先に花茎を出し、黄色の小さい花を多数つけ円錐花序を形成する。花は径5–10 mmほど。雄花と雌花があり、同じ株につく。花弁は5枚で後方に反り返る。花弁の基部に赤い斑点がある。雄しべは7–8本。花後すぐに長さ4 cmで桃色～赤茶色の袋状の（ホオズキ状、風船状とも称される）よく目立つ実を多数つけ、観賞価値が高い。実の中に黒い種がある。種は径5 mmほどの球形で、表面は平滑で艶がある。

## 分布と生育環境、利用
台湾や中国の原産とされ、沖縄へは昭和50年代後半に台湾から導入された。南西諸島では都市部の街路に多く植栽、公園樹としても利用される。植栽地周辺では林縁などに逸出した個体がしばしばみられる。土質は特に選ばないが日当たりの良い場所を好み、肥沃で排水の良い場所では生育が良い。強健な性質で生育旺盛だが、耐潮風性がやや弱い。病虫害は少ない。繁殖は実生による。

## モクゲンジ属の分類と他の種
モクゲンジ属は小さな属で、本種の他には1回奇数羽状複葉のモクゲンジK. paniculataが本州と九州に点在し、朝鮮半島沿岸と中国に分布。2回羽状複葉のオオモクゲンジK. bipinnataが中国や台湾に分布。東アジアから遠く離れたフィジーにもK. elegansが分布しており、これを本種K. henryiと別種とする見解と、亜種の関係とする見解（フィジー産は基準亜種K. elegans subsp. elegans、台湾産の本種はK. elegans subsp. formosana）がある。モクゲンジ属は前者に従うと4種、後者なら3種で構成されることになる。本項における学名の表記は、前者の別種扱いに従った。